# Europäischer grenzüberschreitender Verein
Der Europäische grenzüberschreitende Verein (englisch European Cross-Border Association, kurz ECBA) ist eine geplante Rechtsform für Vereine in der Europäischen Union und im Europäischen Wirtschaftsraum. Mit ihr soll die EU in Zukunft die Gründung von Vereinen nach weitgehend einheitlichen Rechtsprinzipien ermöglichen. Im Augenblick befindet sich die ECBA im Gesetzgebungsverfahren.

## Geschichtliches

### Erster Anlauf im Jahr 1987
Am 12. März 1987 wurde die Idee eines europäischen Vereinsstatuts erstmalig im Europaparlament debattiert, was am 13. März 1987 zur Annahme des Fontaine-Berichts „Resolution on non-profit-making associations in the European Communities“ führte, der unter anderem eine Harmonisierung der Steuervorschriften empfahl. Dieser Vorstoß wurde 1993 von der Kommission aufgegriffen, die einen Vorschlag für eine EWG-Verordnung über das Statut des Europäischen Vereins vorlegte. Dieser wurde jedoch u. a. von Deutschland, Dänemark und Großbritannien kritisiert, weil man eine Gesetzgebung im Non-Profit-Bereich ablehnte und eine Zuständigkeit der EU verneinte. Darüber hinaus enthielt der Vorschlag viele Regelungen, die aus dem Statut für Wirtschaftsunternehmen entlehnt waren, was nicht zum Gedanken eines Idealvereins gepasst hätte. Nach mehreren Jahren politischer Debatte wurde das Vorhaben im Jahr 2005 schließlich aufgegeben.

### Zweiter Anlauf im Jahr 2011
Dies führte zu großer Enttäuschung in der Zivilgesellschaft. 2011 forderten 39 europäische Nicht-Regierungs-Organisationen erneut ein europäisches Vereinsstatut. Dies mündete im März 2011 in der „Erklärung des Europäischen Parlaments zur Einführung eines Europäischen Statuts für Gesellschaften auf Gegenseitigkeit, Verbände und Stiftungen“. Die EU-Kommission lehnte dies jedoch ab, weil sie sich zunächst auf die Europäische Stiftung konzentrieren wollte, die jedoch 2015 aufgegeben wurde. Damit war das Thema wieder für mehrere Jahre tot.

### Dritter Anlauf im Jahr 2022
Im Jahr 2022 wurde schließlich ein dritter Anlauf unternommen, bei dem Sergey Ladoginsky, MEP (Grüne) eine wichtige Rolle spielte und schließlich dazu führte, dass das Europaparlament im Februar 2022 den Bericht für ein Statut für länderübergreifende Europäische Vereine und Organisationen ohne Erwerbszweck verabschiedete, in dem das Europäische Parlament die Kommission aufforderte, eine neue Gesetzesvorlage für ein europäisches Vereinsstatut einzubringen. (Das EP hat kein eigenes Gesetzesinitiativrecht, sondern kann nur die Kommission zur Einbringung eines Gesetzesvorschlags auffordern.) Dies führte dazu, dass die Kommission am 5. September 2023 einen Entwurf für eine Verordnung vorlegte, der sich nun im Gesetzgebungsverfahren befindet.

## Merkmale einer ECBA
Nach dem aktuellen Verordnungsentwurf soll die ECBA eine Rechtsform europäischen Rechts werden. Sie hat folgende Merkmale:
- Die ECBA besitzt eine eigene Rechtspersönlichkeit.
- Sie ist ein Verein, der mindestens 3 Gründungsmitglieder haben muss.
- Der Registersitz der ECBA muss im EWR gelegen sein und kann vom Verwaltungssitz getrennt sein.
- Die ECBA muss über ein ausführendes Organ (i. d. R. Vorstand) und ein entscheidungstreffendes Organ (i. d. R. Mitgliederversammlung) verfügen.
- Die ECBA muss mindestens 3 Gründungsmitglieder haben, deren Nationalität oder Wohnsitz über mindestens 2 Mitgliedsstaaten verteilt sein muss.
- Die ECBA muss grenzüberschreitend tätig sein.
- Die ECBA genießt durch ihr Personalstatut besondere Abwehrrechte gegenüber Beschränkungen, die sich gegen grenzüberschreitende Aktivitäten richten.

## Vorteile einer ECBA
Die ECBA bietet grenzüberschreitenden Vereinen die Möglichkeit, EWR-weit als rechtliche Einheit aufzutreten. Bisher behelfen sich grenzüberschreitende Vereine oft damit, dass für jedes Land ein eigener Verein gegründet wird; Dieser Weg verursacht pro zu gründendem Rechtsträger Kosten i. H. v. ca. 2000 €.

## Gemeinnützigkeit
Die ersten beiden Anläufe für europäische Vereine sind u. a. daran gescheitert, dass hinsichtlich der Kriterien für die Anerkennung der Gemeinnützigkeit keine Einigung erzielt werden konnte. Beim dritten Anlauf war im Lagodinsky-Bericht zunächst ein harmonisiertes Gemeinnützigkeitsstatut vorgesehen, dass  nur für europäische Vereine gegolten hätte – mit der Folge, dass gemeinnützige Einrichtungen abhängig von ihrer Rechtsform unterschiedlichen Gemeinnützigkeitsstatuten unterworfen gewesen wären.
Im Richtlinienentwurf der Kommission ist dieses einheitliche Gemeinnützigkeitsstatut wieder verschwunden, womit es für ECBAs zumindest zunächst dabei bleiben wird, dass das Gemeinnützigkeitsstatut an den nationalen Grenzen zersplittert ist.